# Berberosaurus
Berberosaurus liassicus
Genre
Espèce
Berberosaurus est un genre fossile de dinosaures théropodes appartenant au clade des Ceratosauria et ayant vécu au Jurassique inférieur (Pliensbachien-Toarcien) dans ce qui est actuellement le Maroc.
L'unique espèce Berberosaurus liassicus est connue par quelques dents et des restes post-crâniens, dont une vertèbre cervicale, la partie antérieure du sacrum, un fémur droit, des tibia gauche et droit incomplets et la fibule (péroné) gauche, découverts non loin du village de Toundoute, dans la Province de Ouarzazate,et aussi des restes dans la province de Beni-Mellal  dans le Haut-Atlas marocain dans la Formation d'Azilal.
Originellement classé parmi les Abelisauroidea, Berberosaurus est actuellement considéré comme le plus ancien et le plus primitif membre du clade des Ceratosauria.

## Étymologie
Le genre Berberosaurus a été décrit par le paléontologue français Ronan Allain et ses collègues en 2007. Son nom dérive du terme « Berbère », en référence à ce groupe ethnique vivant principalement en Afrique du nord, et du grec saurus signifiant reptile ou lézard. Le nom d'espèce liassicus dérive du Lias, époque du Jurassique correspondant au Jurassique inférieur et durant laquelle le spécimen avait vécu.

## Controverse
Certaines études classe le Berberosaurus comme un Dilophosauridae.

### Articles liés
- Ceratosauria
- Ceratosaurus
- Genyodectes